# Prosoplus parallelus
Prosoplus parallelus là một loài bọ cánh cứng trong họ Cerambycidae.